# Griselles, Côte-d'Or
 Griselles  là một xã ở tỉnh Côte-d’Or trong vùng Bourgogne-Franche-Comté, phía đông nước Pháp. Xã Griselles, Côte-d'Or nằm ở khu vực có độ cao trung bình 230 mét trên mực nước biển.